# Каверин, Андрей Григорьевич
Андрей (Александр) Григорьевич Каверин (1910 — неизвестно) — советский футболист, вратарь. В 1935—1937 — в составе команды ЦДКА, за которую в сезоне 1937 провёл 2 матча в высшей советской лиге, пропустив 8 мячей в домашних поражениях от ленинградского «Динамо» (0:3) и тбилисского «Динамо» (2:5).